# János Drapál
János Drapál   (Budapest, 3 de febrer de 1948 - Piešťany, 11 d'agost de 1985) fou un pilot de motociclisme hongarès que va competir al campionat del món entre 1969 i 1981. Tot i que durant la Guerra Freda va tenir poques oportunitats de competir al mundial, va poder-ne guanyar quatre Grans Premis. Drapál va tenir el seu millor any el 1971, quan va guanyar el Gran Premi de Iugoslàvia i va acabar en setena posició final al campionat del món de 350cc amb una Yamaha. El 1973 va guanyar dos Grans Premis però va baixar al novè lloc al mundial de 350cc. Drapál es va morir el 1985 després de topar amb un comissari de pista durant una cursa de 250cc al circuit de l'aeròdrom de Piešťany, a l'antiga Txecoslovàquia.

## Resultats al Mundial de motociclisme
Barem de puntuació de 1969 a 1987:
| Posició | 1  | 2  | 3  | 4 | 5 | 6 | 7 | 8 | 9 | 10 |
| Punts   | 15 | 12 | 10 | 8 | 6 | 5 | 4 | 3 | 2 | 1  |

(Ids. Grans Premis | Llegenda) (Curses en negreta indiquen pole; curses en  itàlica indiquen volta ràpida)
| Any  | Categoria | Equip      | 1     | 2     | 3     | 4     | 5     | 6     | 7     | 8     | 9     | 10     | 11    | 12    | 13    | Punts | Posició | Victòries |
| ---- | --------- | ---------- | ----- | ----- | ----- | ----- | ----- | ----- | ----- | ----- | ----- | ------ | ----- | ----- | ----- | ----- | ------- | --------- |
| 1969 | 350cc     | Aermacchi  | ESP - | GER - | IOM - | NED - | DDR - | CZE - | FIN - | ULS - | NAT - | YUG 9  |       |       |       | 2     | 42è     | 0         |
| 1970 | 125cc     | MZ         | GER - | FRA - | YUG - | IOM - | NED - | BEL - | DDR - | CZE - | FIN - | NAT 10 | ESP - |       |       | 1     | 52è     | 0         |
| 1971 | 125cc     | MZ         | AUT - | GER - | IOM - | NED - | BEL - | DDR 7 | CZE - | SWE - | FIN - |        | NAT - | ESP - |       | 4     | 24è     | 0         |
| 1971 | 250cc     | Yamaha     | AUT 5 | GER 6 | IOM - | NED - | BEL - | DDR - | CZE 1 | SWE - | FIN - | ULS -  | NAT - | ESP - |       | 26    | 9è      | 1         |
| 1972 | 250cc     | Yamaha     | GER - | FRA - | AUT 9 | NAT - | IOM - | YUG 5 | NED - | BEL - | DDR 4 | CZE -  | SWE - | FIN - | ESP - | 16    | 16è     | 0         |
| 1972 | 350cc     | Yamaha     | GER - | FRA 5 | AUT 5 | NAT - | IOM - | YUG 1 | NED - |       | DDR - | CZE -  | SWE 7 | FIN - | ESP 3 | 42    | 7è      | 1         |
| 1973 | 350cc     | Yamaha     | FRA - | AUT 1 | GER - | NAT - | IOM - | YUG 1 | NED - |       | CZE - | SWE -  | FIN - | ESP - |       | 30    | 9è      | 2         |
| 1976 | 250cc     | Yamaha     | FRA - | NAT - | YUG 9 | IOM - | NED - | BEL - | SWE - | FIN - | CZE - | GER -  | ESP - |       |       | 2     | 30è     | 0         |
| 1977 | 125cc     | Morbidelli | VEN - | AUT 7 | GER - | NAT - | ESP - | FRA - | YUG - | NED - | BEL - | SWE -  | FIN - | GBR - |       | 4     | 27è     | 0         |
| 1980 | 125cc     | MBA        | NAT - | ESP - | FRA - | YUG - | NED - | BEL - | FIN - | GBR - | CZE 6 | GER -  |       |       |       | 5     | 23è     | 0         |
| 1981 | 125cc     | MBA        | ARG - | AUT - | GER 7 | NAT - | FRA - | ESP - | YUG - | NED - | SM -  | GBR -  | FIN - | SWE - | CZE - | 4     | 25è     | 0         |